# Исторические талеры Баварии
Исторические талеры Баварии (нем. Geschichtstaler) — название серии памятных монет Баварии XIX столетия. К ним относят 24 конвенционных и 14 двойных талеров короля Людвига I и 5 двойных талеров Максимилиана II. Среди изображённых на реверсе мотивов преобладают текущие события на момент выпуска, как то: учреждение ордена Людвига, заключение таможенных союзов, открытие первой в Германии железной дороги и другое. Один из исторических талеров, посвящённый семье правящего короля, стал прообразом первой памятной монеты Российской империи.

## Конвенционные исторические талеры Людвига I

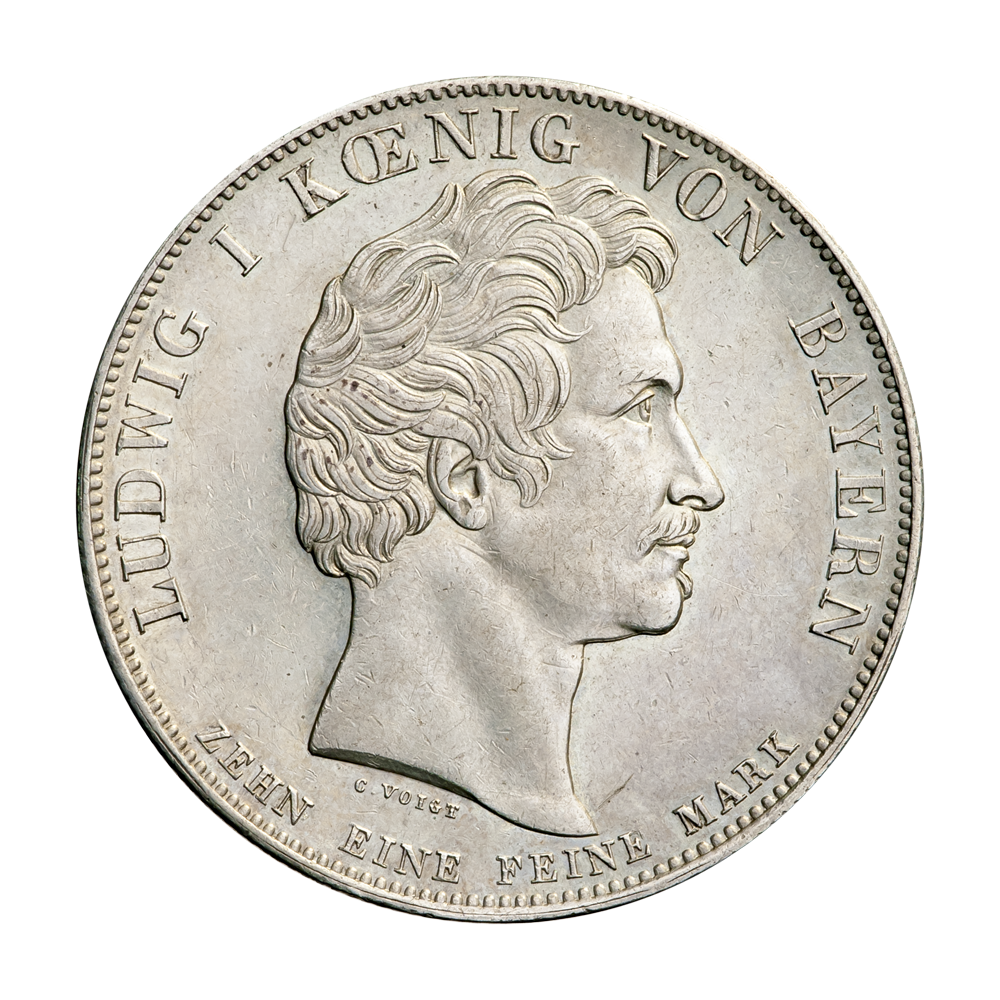
Типичное изображение аверса конвенционных исторических талеров Людвига I

Увлечённый идеями романтизма и увлекающийся античной историей король Баварии Людвиг I являлся знатоком античной нумизматики и был частым посетителем королевского мюнцкабинета. Руководителю кабинета Франц Игнац фон Штребер не составило особого труда уговорить монарха начать выпуск монет, которые бы отобразили основные вехи правления и способствовали прославлению его власти.
На момент выпуска первого исторического талера в 1825 году основной денежной единицей Баварии являлся конвенционный талер. Его весовые характеристики были заложены в 1753 году австрийско-баварской монетной конвенцией, согласно которой из одной кёльнской марки (233,855 г) чистого серебра Бавария и Австрия могли чеканить по 10 талеров. В Баварии их выпускали из серебра 833,3-й пробы с общим весом в 28,06 г. В нумизматической литературе они называются конвенционными талерами. Именно талеры, в связи со своим большим диаметром, были наиболее часто используемыми в Германии монетами для помещения тех или иных памятных и пропагандистских мотивов.
С 1825 по 1837 год отчеканили 24 исторических талеров по конвенционной монетной стопе. Наибольшее их количество, шесть монет с различными изображениями на реверсе, приходится на 1835 год. Аверс всех монет одинаков — бюст короля, круговая надпись сверху «LUDWIG I KŒNIG VON BAYERN» (Людвиг I король Баварии) и снизу «ZEHN EINE FEINE MARK» («Десятая часть марки чистого серебра»). Под головой монарха знак медальерного мастера Карла Фойгта («C. VOIGT»). Среди изображённых на реверсе мотивов преобладают текущие события на момент выпуска, как то учреждение ордена Людвига, заключение таможенных союзов, открытие первой в Германии железной дороги и др. Особого внимания заслуживает семейный талер 1828 года с изображёнными на нём супругой и восьмью детьми Людвига I. В письме министра финансов Российской империи Е. Ф. Канкрина директору Департамента горных и соляных дел Е. В. Карнееву от 12 сентября 1835 года написано: «Князь Гагарин, посланник в Мюнхене, подарил мне 15 талеров конвенционных с разными штемпелями, которые Король Баварский приказывает выбивать на особые случаи. … Сверх того прошу распорядиться, чтобы весьма секретно изготовить штемпель серебряной полутора рублевый монеты с изображением на подобие особо завернутого талера с одной стороны портрета Государя Императора в монетном виде, а с другой в средине портрета Ея Величества, а вокруг всех Царских детей.» В 1836 году Николай I утвердил выпуск изготовленных по образцу баварского талера 1½-рублёвиков с изображением на реверсе императрицы и детей. Таким образом исторический баварский талер стал прообразом первой памятной монеты Российской империи, заложившей традицию их выпуска.
В 1902—1903 годах на мюнхенском монетном дворе с использованием настоящих штемпелей по заказу коллекционера Феррари отчеканили ряд новодельных исторических талеров. Их особенностью стал металл изготовления золото. Ещё одним отличием от аутентичных монет времён правления Людвига I стал гурт, на котором нанесены цифры «1902» или «1903». Они попали в коллекцию египетского короля-нумизмата Фарука I. После свержения последнего вся его коллекция вместе с золотыми новоделами ряда конвенционных исторических талеров была распродана в 1954 году в Каире с привлечением аукционного дома Сотбис.
| Реверс | Гурт     | Описание аверса         | Описание реверса | Год выпуска |
|        | рубчатый | Король Баварии Людвиг I | Король в мантии держит руку на столе с символами власти — скипетром и короной, а также конституцией. Полукруговая надпись «TRITT DIE REGIERUNG DES LANDES AN» («Вступление в правление землёй») и нижняя «AM 13 OCTOBER 1825» («13 октября 1825») | 1825        |
|        | рубчатый | Король Баварии Людвиг I | Полукруговые надписи у края монеты: сверху «DEM VERDIENSTE SEINE / KRONEN», снизу «1826 / REICHENBACH + FRAUNHOFER» и два обращённых друг к другу мужских лица. Надписи обозначают «Достоинство его короны Райхенбах + Фраунгофер 1826». Монета посвящена двум всемирно известным учёным Баварии Георгу Фридриху фон Райхенбаху и Йозефу Фраунгоферу умершим в 1826 году. | 1826        |
|        | рубчатый | Король Баварии Людвиг I | Центральная надпись в 10 строк «VERLEGUNG/DER/LUDWIG/MAXIMILIANS/HOCHSCHULE/VON/LANDSHUT/NACH/MŨNCHEN/1826» («Перенос высшей школы Людвига-Максимилиана из Ландсхута в Мюнхен»). Надпись находится в лавровом венке с гербами Ландсхута и Мюнхена по сторонам. | 1826        |
|        | рубчатый | Король Баварии Людвиг I | Круговая надпись «BAYERISCH-WÜRTEMBERGISCHER ZOLLVEREIN GESCHLOSSEN 1827» («Баварско-вюртембергский таможенный союз заключён 1827»). В центре жезл Меркурия между двумя рогами изобилия. | 1827        |
|        | рубчатый | Король Баварии Людвиг I | Круговая надпись «STIFTUNG DES LUDWIGS-ORDENS» («Учреждение ордена Людвига»). В центре крест ордена Людвига, по бокам от которого расположены дубовая и лавровая ветви. | 1827        |
|        | рубчатый | Король Баварии Людвиг I | Круговая надпись «DIE KOENIGIN VON BAYERN STIFTET DEN THERESIEN ORDEN» («Королева Баварии учредила орден Терезы»). В центре крест ордена Терезы, по бокам от которого расположены две ветви лилии. | 1827        |
|        | рубчатый | Король Баварии Людвиг I | Круговая надпись «SEGEN DES HIMMELS 1828» («Благодаря небесам»). В центре медальон с изображением супруги короля Терезы Баварской. По бокам восемь медальонов с детьми королевской пары — Максимилианом (будущим королём Баварии), Оттоном (будущим королём Греции), Луитпольдом (будущим принц-регентом Баварии), Адальбертом, Матильдой, Адельгундой, Хильдегардой и Александрой | 1828        |
|        | рубчатый | Король Баварии Людвиг I | Круговая надпись в 2 строки сверху «VERFASSUNGSAEULE/ERRICHTET VOM GR. V. SCHOENBORN» («Конституционная колонна / сооружённая графом фон Шёнборном»), надпись внизу «EINGEWEIHT/1828» («Освящена/1828»). В центре изображение самой колонны. | 1828        |
|        | рубчатый | Король Баварии Людвиг I | Круговая надпись «HANDELSVERTRAG ZWISCHEN BAYERN, PREUSSEN, WÜRTEMBERG UND HESSEN 1829» («Торговый союз между Баварией, Пруссией, Вюртембергом и Гессеном 1829»). По своей сути событие заключалось в объединении баварско-вюртембергского и прусско-гессенского таможенных союзов. Основанию первого был посвящён талер 1827 года. Центральное изображение данного повторяет таковое монеты 1827 года. По бокам от кадуцея и рогов изобилия расположены 4 герба указанных германских государств. | 1829        |
|        | рубчатый | Король Баварии Людвиг I | Аллегорическое изображение Баварии в виде сидящей женщины с дубовой ветвью в руке и собакой у ног. Круговая надпись «BAYERNS TREUE» («Баварская верность»). | 1830        |
|        | рубчатый | Король Баварии Людвиг I | Стоящий лев, держащий в передних лапах щит с надписью «GERECHT/UND BEHARR-/LICH» («Справедливый и постоянный»). | 1831        |
|        | рубчатый | Король Баварии Людвиг I | На монете нашло отображение избрание сына короля Людвига Оттона первым королём Греции. Круговая надпись «OTTO PRINZ V. BAYERN GRIECHENLANDS ERSTER KOENIG» («Оттон, баварский принц, первый король Греции»). Женщина, представляющая собой аллегорическое изображение Греции, передаёт принцу корону. | 1832        |
|        | рубчатый | Король Баварии Людвиг I | На монете нашло отображение создание Германского таможенного союза. Круговая надпись «ZOLLVEREIN MIT PREUSSEN, SACHSEN, HESSEN U. THÜRINGEN» («Таможенный союз с Пруссией, Саксонией, Гессеном и Тюрингией»). В центре женщина, которая держит жезл Меркурия и рог изобилия. Внизу якорь и нос корабля. | 1833        |
|        | рубчатый | Король Баварии Людвиг I | Круговая надпись в две строки «DENKMAHL DER DREYSSIG TAUSEND BAYERN / WELCHE IN RUSSISCHEN KRIEGE DEN TOD FANDEN» («Памятник тридцати тысячам баварцев, нашедшим смерть в русской войне»). В центре изображён сам памятник. | 1833        |
|        | рубчатый | Король Баварии Людвиг I | Круговая надпись «EHRE DEM EHRE GEBÜHRT» («Честь заслуживающему чести»). В центре слово «LANDTAG» и дата «1834» в венке из дубовых ветвей. Посвящена переименованию собрания сословий в ландтаг. | 1834        |
|        | рубчатый | Король Баварии Людвиг I | Круговая надпись в две строки «DENKMAHL DER ANHAENGLICHKEIT BAYERNS AN SEINEN HERSCHERSTAMM / ERRICHTET ZU OBERWITTELSBACH» («Памятник преданности Баварии правящему дому / воздвигнут в Обервиттельсбахе»). В центре находится сам памятник Виттельсбахам в их родовом замке. Внизу дата выпуска «1834». | 1834        |
|        | рубчатый | Король Баварии Людвиг I | Круговая надпись «BEYTRITT VON BADEN ZUM TEUTSCHEN ZOLLVEREIN 1835» («Вступление Бадена в Германский таможенный союз 1835»). В центре находится жезл Меркурия среди двух лавровых ветвей. | 1835        |
|        | рубчатый | Король Баварии Людвиг I | Круговая надпись «ERRICHTUNG DER BAYERISCHEN HYPOTHEKEN-BANK» («Основание баварского ипотечного банка»). В центре женщина облокотившаяся на колонну с изображением жезла Меркурия. | 1835        |
|        | рубчатый | Король Баварии Людвиг I | Круговая надпись в две строки «DENKM. DER TRENNUNG DER KOEN. THERESE VON IHREM SOHNE DEM KOEN. OTTO. / ERRICHTET BEI AIBLING VON BAYERISCHEN FRAUEN» («Памятник воздвигнутый женщинами Баварии в Бад-Айблинге память о расставании королевы Терезы с сыном королём Оттоном»). В центре изображение самого памятника. | 1835        |
|        | рубчатый | Король Баварии Людвиг I | Круговая надпись в две строки «ERSTE EISENBAHN IN TEUTSCHLAND MIT DAMPFWAGEN / VON NÜRNBERG NACH FÜRTH»" («Первая железная дорога в Германии с паровым автомобилем из Нюрнберга в Форт»). В центре женщина облокотившаяся на колесо с лавровым венком нанизанным на правую руку и жезлом Меркурия. | 1835        |
|        | рубчатый | Король Баварии Людвиг I | Круговая надпись в две строки «DENKMAL DES KOENIGS MAXIMILIAN JOSEPH / ERRICHTET VON DER HAUPTSTADT MÜNCHEN» («Памятник королю Максимилиану построенный городом Мюнхеном»). В центре изображение самого памятника, сохранившегося и поныне на площади Макса Иосифа. | 1835        |
|        | рубчатый | Король Баварии Людвиг I | Круговая надпись «DEN BENEDIKTINERN WIEDER EINE LEHRANSTALT ÜBERGEBEN» («Бенедиктинцам вновь передали учебное заведение»). В центре монеты женщина, представляющая собой аллегорическое изображение Баварии, отправляет двух мальчиков к монаху-бенедиктинцу. Посвящена передаче гимназии святого Стефана в Аугсбурге бенедиктинцам. | 1835        |
|        | рубчатый | Король Баварии Людвиг I | Круговая надпись в две строки «BAYERN ERRICHTETEN DIE H. OTTOKAPELLE ZU KIEFERSFELDEN / ZUM ANDENKEN AN KOEN. OTTO`S ABSCHIED V. SEINEM VATERLANDE» («Возведённая Баварией капелла святого Оттона в Киферсфельдене / в память о прощании короля Оттона со своей родиной»). В центре изображение самой капеллы. | 1836        |
|        | рубчатый | Король Баварии Людвиг I | Круговая надпись «DER ST. MICHAELS — ORDEN ZUM VERDIENST — ORDEN BESTIMMT» («Орден святого Михаила обозначает орден „За заслуги“»). В центре изображение креста ордена святого Михаила. Выпуск монеты приурочен изменению статута ордена, что лишило его религиозного и аристократического характера соподчинив ордену Гражданских заслуг. | 1837        |

## Двойные исторические талеры Людвига I

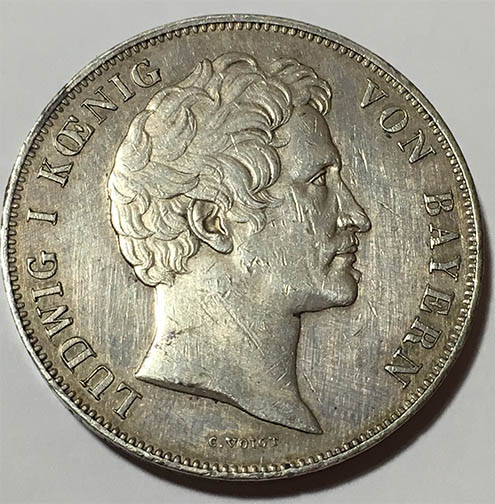
Типичное изображение аверса двойных исторических талеров Людвига I

В 1837 году выпуск исторических талеров по конвенционной стопе. В Мюнхене был подписан договор между королевствами Бавария и Вюртемберг, великими герцогствами Баден и Гессен, герцогством Нассау, а также вольном городом Франкфуртом о создании монетного союза. Главной денежной единицей становился гульден. Монетная стопа составляла 24,5 гульдена из одной кёльнской марки. Вскоре к нему присоединились и другие южногерманские государства. В Пруссии, а с 1838 года и других северогерманских государствах, действовала грауманская монетная стопа, согласно которой один талер содержал 1⁄14 кёльнской марки чистого серебра. Исходя из указанных соотношений между южнонемецким гульденом и северогерманским талером установился чёткий обменный курс 2 талера — 3,5 гульдена. В Баварии начали чеканить монеты номиналом в 3,5 гульдена (указан на гуртовой надписи) весом в 37,12 г серебра 900-й пробы. Первый двойной исторический талер содержал изображение посвящённое подписанию Мюнхенского монетного договора.
Впоследствии каждый год выпускали по одному—два исторических двойных талера, посвящённых постройке здания, установке памятника, событию в жизни Баварии и королевской семьи. Последним мотивом на исторических талерах Людвига I стала сцена передачи власти Максимилиану II вследствие революционных событий 1848 года.
| Реверс | Гурт                                   | Описание аверса         | Описание реверса | Год выпуска |
|        | DREY•EINHALB GULDEN ++ VII E. F. M. ++ | Король Баварии Людвиг I | Круговая надпись «MÜNZVEREINIGUNG SÜDTEUTSCHER STAATEN» («Монетный союз южногерманских государств»). В центре женщина, символизирующая монету, с рогом изобилия и весами. Вокруг неё гербы Баварии, Вюртемберга, Бадена, Гессена, Нассау и Франкфурта. | 1837        |
|        | DREY•EINHALB GULDEN ++ VII E. F. M. ++ | Король Баварии Людвиг I | Монета посвящена реформе административного деления Баварии. В центре надпись в 7 строк «DIE / EINTHEILUNG / D. KÖNIGREICHS / AUF GESCHICHTL. / GRUNDLAGE / ZURÜCKGEFÜHRT / 1838» («Вновь произведено разделение королевства на основании исторических особенностей»). В лавровых венках вокруг центральной надписи помещены названия восьми областей Баварии: «OBERBAYERN» (Верхняя Бавария), «NIED. BAYERN» (Нижняя Бавария), «PFALZ» (Пфальц), «O. PFALZ U. REG» («Верхний Пфальц»), «OBERFRANK» («Верхняя Франкония»), «MITT. FRANK» («Средняя Франкония»), «UNT. FR. U. ASCH.» («Нижняя Франкония и Ашаффенбург»), «SCHWAB U. NEUB» («Швабия и Нойбург»). | 1838        |
|        | DREY•EINHALB GULDEN ++ VII E. F. M. ++ | Король Баварии Людвиг I | Монета посвящена открытию памятника курфюрсту Максимилиану I на Виттельсбахерплац. Круговая надпись «REITERSÄULE MAXIMILIAN`S I CHURFÜRSTEN V. BAYERN» («Колонна с курфюрстом Баварии Максимилианом I на коне»). В центре изображение памятника. | 1839        |
|        | DREY•EINHALB GULDEN ++ VII E. F. M. ++ | Король Баварии Людвиг I | Монета посвящена открытию памятника Дюреру на одноимённой площади в Нюрнберге. Круговая надпись «STANDBILD A. DÜRER`S ERRICHTET ZU NÜRNBERG» («Открытие статуи А. Дюреру в Нюрнберге»). | 1840        |
|        | DREY•EINHALB GULDEN ++ VII E. F. M. ++ | Король Баварии Людвиг I | Монета посвящена открытию памятника писателю Жан Полю в Байройте. Круговая надпись в две строки «STANDBILD JEAN PAUL FRIEDRICH RICHTER`S / ERRICHTET ZU BAYREUTH» («Открытие статуи Жан Полю Фридриху Рихтеру в Байройте»). В центре монеты помещена сама статуя. | 1841        |
|        | DREY•EINHALB GULDEN ++ VII E. F. M. ++ | Король Баварии Людвиг I | Монета посвящена открытию зала славы Вальхалла неподалёку от Регенсбурга. На монете представлен сам зал славы над которым помещена надпись «WALHALLA». | 1842        |
|        | DREY•EINHALB GULDEN ++ VII E. F. M. ++ | Король Баварии Людвиг I | Круговая надпись «MAXIMILIAN KRONPR. V. BAYERN U. MARIE K. PRINZ. V. PREUSS> VERM. D. 12 OCTB. 1842» («Максимилиан кронпринц Баварии и Мария Прусская обвенчались 12 октября 1842»). В центре изображение молодожёнов. | 1842        |
|        | DREY•EINHALB GULDEN ++ VII E. F. M. ++ | Король Баварии Людвиг I | Круговая надпись в две строки «HUNDERTJÄHRIGE GRÜNDUNG DER HOCHSCHULE ZU ERLANGEN / DURCH D. MARKGR. FRIEDR. V. BRANDENB. BAYR. 1843» («Сто лет со дня основания университета Эрлангена—Нюрнберга маркграфом Бранденбург-Байрейта Фридрихом»). В центре статуя самого маркграфа. | 1843        |
|        | DREY•EINHALB GULDEN ++ VII E. F. M. ++ | Король Баварии Людвиг I | Монета посвящена завершению строительства Фельдхернхалле в Мюнхене. В центре изображение самого здания, сверху надпись «FELDHERRNHALLE». | 1844        |
|        | DREY•EINHALB GULDEN ++ VII E. F. M. ++ | Король Баварии Людвиг I | Круговая надпись в две строки «STANDBILD DES CANZLERS FRYHERRN V. KREITMAYR / ERRICHTET IN MÜNCHEN 1845» («Статуя канцлера Крейтмайра установлена в Мюнхене 1845»). В центре изображение самой статуи. | 1845        |
|        | DREY•EINHALB GULDEN ++ VII E. F. M. ++ | Король Баварии Людвиг I | Две круговые надписи в две строки разделённых изображением «LUDWIG ERBPRINZ V. B. / GEB. 25. AUGUST» («Наследственный принц Людвиг родился 25 августа») и «LUDWIG KOEN. PRINZ V. B. / GEB. 7. JANUAR» («Людвиг королевский принц родился 7 января»). В центре изображение женщины, символизирующей Баварию, под сенью ветки дуба. В каждой руке она держит по щиту с литерой «L». Монета посвящена рождению у короля двух внуков Людвигов, ставших в будущем королями Людвигом II и Людвигом III. | 1845        |
|        | DREY•EINHALB GULDEN ++ VII E. F. M. ++ | Король Баварии Людвиг I | Монета посвящена открытию Людвигова канала между Дунаем и притоком Рейна. Две фигуры мужчины и женщины, символизирующие речных богов, взявшихся за руки. Сверху надпись «LUDWIGSCANAL». | 1846        |
|        | DREY•EINHALB GULDEN ++ VII E. F. M. ++ | Король Баварии Людвиг I | Круговая надпись в две строки «STANDBILD FÜR FÜRSTBISCHOFS JULIUS ECHTER V. MESPELBRUNN / ERRICHTET ZU WÜRZBURG 1847» («Статуя князю-епископу Юлиусу Эхтеру фон Меспельбрунну установлен в Вюрцбурге 1847»). В центре изображение самой статуи. | 1847        |
|        | DREY•EINHALB GULDEN ++ VII E. F. M. ++ | Король Баварии Людвиг I | Круговая надпись «LUDWIG I GIEBT DIE KRONE AN SEINEN SOHN MAXIMILIAN» («Король Людвиг I передаёт корону своему сыну Максимилиану»). В центре сцена передачи символов власти. Внизу дата «AM 20 MAERZ / 1848» («20 марта 1848»). | 1848        |

## Двойные исторические талеры Максимилиана II
Во время правления Максимилиана II (1848—1864) количество исторических талеров было невелико. На них различают три вида гуртовой надписи:
1. * VEREINSMÜNZE * VII EINE F. MARK
2. CONVENTION * VOM * 30 JULY * 1838
3. * DREY EIN HALB GULDEN * XV EIN PFUND FEIN

Первая и вторая обозначают выпуск по нормам Дрезденской монетной конвенции с содержанием 1⁄7 кёльнской марки чистого серебра. Третья свидетельствует о выпуске по нормам Венской монетной конвенции 1857 года, согласно которой из таможенного фунта (500 г) чистого серебра следовало чеканить 30 талеров. Соотношение 2 талера — 3,5 гульденов оставалось неизменным. Весовые характеристики двойных талеров до и после подписания Венской конвенции практически не изменились (37,12 г серебра 900-й пробы до, 37,04 г — после). Помещение третьей гуртовой надписи на монетах 1848—1849 годов свидетельствует о её новодельном характере.
| Аверс | Реверс | Гурт    | Описание аверса               | Описание реверса | Год выпуска |
|       |        | 1, 2, 3 | Король Баварии Максимилиан II | Женщина, символизирующая Баварию, стоит около постамента и в левой руке держит лист с надписью «VERFAS/SUNG» («Конституция»). С правой стороны от женщины баварский лев                                                                                          | 1848        |
|       |        | 1, 3    | Король Баварии Максимилиан II | Надпись в две строки «STANDBILD DES JOHANN CHRISTOPH RITTER VON GLUCK / ERRICHTET IN MÜNCHEN V. KÖNIG LUDWIG I 1848» («Статуя Кристофа Глюка установлена в Мюнхене королём Людвигом I в 1848 году»). В центре изображение самого памятника                       | 1848        |
|       |        | 1, 3    | Король Баварии Максимилиан II | Надпись в две строки «STANDBILD DES ORLANDO DE LATRE GEN. ORLANDO DI LASSO / ERRICHTET IN MÜNCHEN V. KÖNIG LUDWIG I 1849» («Статуя Орландо ди Лассо установлена в Мюнхене королём Людвигом I в 1849 году»). В центре изображение самого памятника                | 1849        |
|       |        | 1, 2    | Король Баварии Максимилиан II | Надпись в три строки «ALLGEMEINE AUSSTELLUNG DEUTSCHER / INDUSTRIE UND GEWERBS- / ERZEUGNISSE» («Общая выставка немецкой промышленности и торговых продуктов»). В центре мюнхенский стеклянный дворец и надпись внизу «MÜNCHEN 854» изображение самого памятника | 1849        |
|       |        | 3       | Король Баварии Максимилиан II | Надпись в две строки «DENKMAHL DES KÖNIGS MAXIMILIAN II IN LINDAU / ERRICHTET V. D. STÄDTEN AN DER SÜD-NORD-BAHN» («Памятник королю Максимилиану II в Линдау установленный городом на североюжной железной дороге»). В центре изображение самого памятника       | 1856        |

## Талерные медали по типу двойных исторических талеров
В 1871 году Бавария стала королевством в составе Германской империи. Согласно монетным законам 1871 и 1873 годов основной денежной единицей в государстве становилась марка. Талеры и гульдены ушли в прошлое. Отчеканенные по характеристикам двойных талеров медали отображали важные события в жизни государства и королевской семьи не являясь при этом законным платёжным средством. К таковым талерным медалям относят выпущенные в честь открытия моста Луитпольда в Мюнхене 1891 года, открытия памятника армии в Фельдхернхалле в 1892 году, серебряной свадьбе сына принц-регента Луитпольда Людвига в 1893 году, постройке нового здания дворца правосудия в Мюнхене в 1897 году и торжественному открытию музея армии в 1904 году.